# Саагпакк, Пауль
Па́уль Са́агпакк (эст. Paul Saagpakk; 2 сентября 1910, Мустьяла, Сааремаа — 23 февраля 1996, Курессааре) — эстонский лингвист. Известен тем, что составил стандартный справочный словарь эстонского языка, содержащий перевод 500 000 выражений эстонского языка на английский.

## Биография
Родился 2 сентября 1910 года в волости Мустьяла на острове Сааремаа в семье мелкого торговца. В 1928 году окончил гимназию Сааремаа. В 1935 году с отличием окончил Тартуский университет, где изучал английский язык и литературу. Также изучал английский язык за рубежом в рамках программы Британского совета.
С 1935 года он работал учителем английского языка в гимназии Густава Адольфа и других школах Таллина.
В 1943 году переехал из Эстонии в Швецию, а в 1947 — эмигрировал в США. Он изучал английский язык в Массачусетском университете в Амхерсте. Работал в Уппсальском колледже в Ист-Оранже. С 1964 по 1982 год был профессором Массачусетского университета в Амхерсте. В 1966 году защитил в Колумбийском университете докторскую диссертацию по теме «Психопатологические элементы в британских романах с 1890 по 1930 год».
В 1940-х годах начал работу над стандартным эстонско-английским словарём, поскольку в то время не существовало подобного справочного издания. В работе над словарём он обращался ко многим источникам, среди которых Эстонская энциклопедия, технические книги и лексиконы заимствованных слов. В 1954 году вышел первый том словаря. В 1992 году в дополнение к эстонско-английскому словарю он выпустил словарь синонимов.
В 1995 году вернулся в Эстонию. В 1996 году за свои достижения он был награждён эстонским орденом Государственного герба IV класса. Скончался в Курессааре 23 февраля 1996 года на следующий день после того как получил известие о награждении. Похоронен 1 марта 1996 года у себя на родине в волости Мустъяла.